# Schulkreis
Der Schulkreis ist in der Schweiz eine Untereinheit der Schulgemeinde. Schulkreise bestehen vor allem in bevölkerungsmässig grösseren Städten wie Zürich, Bern oder Winterthur.

## Hauptaufgaben
- Steuerung der Entwicklung der Volksschule
- Diskussion und Entscheid strategischer Fragen
- Vorbereitung und Entscheid in der Umsetzung übergeordneter Vorgaben
- Festlegen von Standards in den Schulen und den Schulkreisen
- Beschluss der Ressourcenzuteilung an Schulkreise und Schulen
- Beantwortung von Anfragen des Gemeinderats

## Schulkreise in der Stadt Zürich
Durch die Eingemeindung mehrerer Dörfer in den Jahren 1893 und 1934 beschloss man 1933, die Stadt Zürich in die fünf Schulkreise Glattal, Limmattal, Uto, Waidberg und Zürichberg einzuteilen. Im Jahre 1960 kam es zu einer Reorganisation der Schulkreise, verbunden mit der noch heute gültigen Aufteilung in sieben Schulkreise.

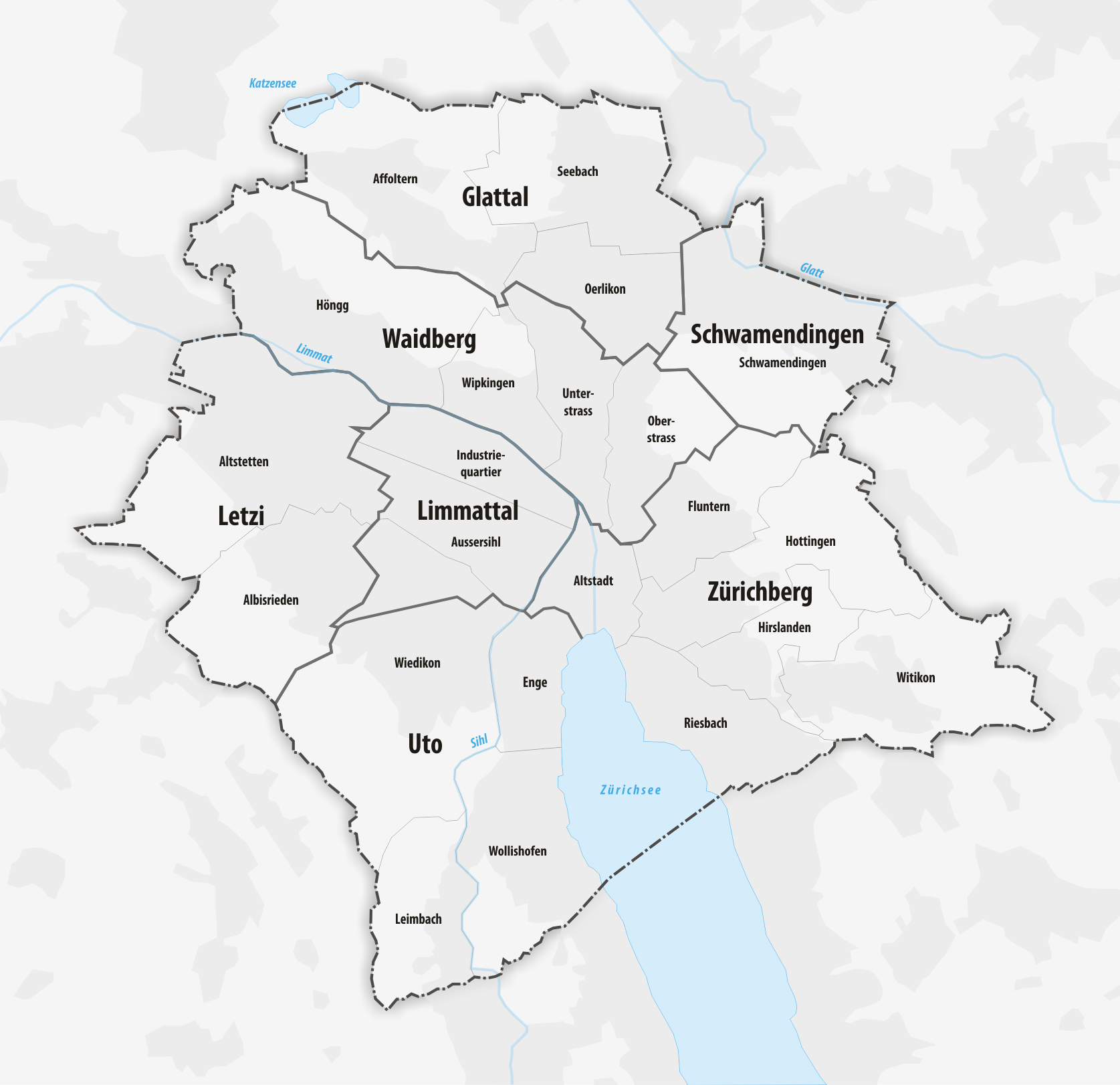
Schulkreise der Stadt Zürich

| Schulkreis     | Präsidium           | Partei    | Adresse Kreisschulbehörde         | Schuleinheiten | Schulhäuser | Kindergärten |
| -------------- | ------------------- | --------- | --------------------------------- | -------------- | ----------- | ------------ |
| Glattal        | Vera Lang Temperli  | FDP       | Oberwiesenstrasse 66 8050 Zürich  | 18             | 018         | 046          |
| Letzi          | Barbara Grisch      | SP        | Dachslernstrasse 2 8048 Zürich    | 14             | 014         | 034          |
| Limmattal      | Katrin Wüthrich     | SP        | Hohlstrasse 35 8004 Zürich        | 12             | 014         | 027          |
| Schwamendingen | Barbara Fotsch      | SP        | Schwamendingerplatz 1 8051 Zürich | 12             | 013         | 023          |
| Uto            | Roberto Rodriguez   | SP        | Ulmbergstrasse 1 8002 Zürich      | 16             | 019         | 042          |
| Waidberg       | Gabriela Rothenfluh | SP        | Rotbuchstrasse 42 8037 Zürich     | 15             | 017         | 040          |
| Zürichberg     | Roger Curchod       | parteilos | Hirschengraben 42 8001 Zürich     | 09             | 019         | 029          |
| Stadtrat       | Filippo Leutenegger | FDP       | Parkring 4 8002 Zürich            | 95             | 114         | 241          |

## Schulkreise in der Stadt Bern
Die Stadt Bern unterscheidet 6 Schulkreise, die sich teilweise an den Stadtteilen orientieren.